# یایرو مورنو
یایرو مورنو (انگلیسی: Yairo Moreno؛ زادهٔ ۴ آوریل ۱۹۹۵) بازیکن فوتبال اهل کلمبیا است.
وی همچنین در تیم ملی فوتبال کلمبیا بازی کرده‌است.